# Höhenberg (Gemeinde Großdietmanns)
Höhenberg ist eine Ortschaft und eine Katastralgemeinde der Marktgemeinde Großdietmanns im Bezirk Gmünd in Niederösterreich mit 125 Einwohnern (Stand 1. Jänner 2025).

## Geografie
Das im nordwestlichen Gemeindegebiet liegende Dorf befindet sich in einer Rodungsinsel auf einem nach Osten exponierten Hang und grenzt im Norden an Tschechien.
Am 1. April 2020 umfasste die Ortschaft 67 Adressen.

## Siedlungsentwicklung
Zum Jahreswechsel 1979/1980 befanden sich in der Katastralgemeinde Höhenberg insgesamt 44 Bauflächen mit 25.208 m² und 72 Gärten auf 49.066 m², 1989/1990 waren es 43 Bauflächen. 1999/2000 war die Zahl der Bauflächen auf 260 angewachsen und 2009/2010 waren es 104 Gebäude auf 239 Bauflächen.

## Geschichte
Im Jahr 1822 wurde der Ort als Dorf mit 32 Häusern genannt, das über eine Pfarre und eine Schule verfügte. Die Herrschaft Weitra besaß die Ortsobrigkeit, übte die Landgerichtsbarkeit aus, besorgte die Konskription und hatte die Grundherrschaft inne. Laut Adressbuch von Österreich waren im Jahr 1938 in der Ortsgemeinde Höhenberg zwei Gastwirte, ein Gemischtwarenhändler, ein Tischler und zahlreiche Landwirte ansässig. Im Rahmen der Niederösterreichischen Kommunalstrukturverbesserung trat im Jahr 1971 die damalige Ortsgemeinde Höhenberg zusammen mit Unterlembach der Gemeinde Großdietmanns bei.

## Landwirtschaft
Die Katastralgemeinde ist landwirtschaftlich geprägt. 254 Hektar wurden zum Jahreswechsel 1979/1980 landwirtschaftlich genutzt und 121 Hektar waren forstwirtschaftlich geführte Waldflächen. 1999/2000 wurde auf 230 Hektar Landwirtschaft betrieben und 141 Hektar waren als forstwirtschaftlich genutzte Flächen ausgewiesen. Ende 2018 waren 217 Hektar als landwirtschaftliche Flächen genutzt und Forstwirtschaft wurde auf 142 Hektar betrieben. Die durchschnittliche Bodenklimazahl von Höhenberg beträgt 19,7 (Stand 2010).

## Kultur und Sehenswürdigkeiten
- Katholische Pfarrkirche Höhenberg hl. Jakobus der Ältere